# Marek Dąbrowski (ekonomista)
Marek Paweł Dąbrowski (ur. 13 kwietnia 1951 w Bydgoszczy) – polski ekonomista, profesor nauk ekonomicznych, wiceminister finansów (1989–1990), poseł na Sejm I kadencji, członek Rady Polityki Pieniężnej (1998–2004).

## Życiorys
Ukończył w 1974 studia w Instytucie Nauk Ekonomicznych Uniwersytetu Warszawskiego. Stopień naukowy doktora uzyskał w 1979 w Instytucie Planowania, habilitację obronił 1987 na Uniwersytecie Łódzkim. Tytuł profesora nauk ekonomicznych otrzymał w 1995. Zawodowo związany z Instytutem Nauk Ekonomicznych Polskiej Akademii Nauk.
Od września 1989 do września 1990 był pierwszym zastępcą Leszka Balcerowicza w Ministerstwie Finansów. W latach 1991–1993 sprawował mandat posła na Sejm I kadencji z listy Unii Demokratycznej. Od 1991 do 1996 przewodniczył Radzie Przekształceń Własnościowych.
W latach 1998–2004 z rekomendacji Unii Wolności zasiadał w Radzie Polityki Pieniężnej I kadencji. Pracował także jako konsultant Banku Światowego i UNDP.
Należy do współtwórców Centrum Analiz Społeczno-Ekonomicznych (CASE), był prezesem zarządu i przewodniczącym rady tej fundacji.
Uczestniczył w badaniach i doradztwie w zakresie polityki gospodarczej i działalności szkoleniowej na Białorusi, w Bośni i Hercegowinie, Bułgarii, Gruzji, Iraku, Kazachstanie, Kirgistanie, Macedonii, Mołdawii, Mongolii, Rosji, Rumunii, Serbii, Turkmenistanie, Ukrainie i Uzbekistanie oraz w szeregu międzynarodowych projektach badawczych z zakresu polityki monetarnej i fiskalnej, kryzysów walutowych, rozszerzenia Unii Europejskiej, Unii Gospodarczej i Walutowej oraz ekonomii politycznej transformacji. Jest autorem licznych publikacji, w tym kilku książek.

## Odznaczenia i wyróżnienia
W 2011 otrzymał Krzyż Oficerski Orderu Odrodzenia Polski, a w 2003 odznakę honorową „Za zasługi dla bankowości Rzeczypospolitej Polskiej”. W 2009 minister spraw zagranicznych nadał mu odznakę honorową „Bene Merito”.